# Madanapalle
Madanapalle (Telugu: మదనపల్లె) é uma cidade e município do distrito de Chittoor, estado de Andhra Pradesh, Índia. Sua população de acordo com o censo de 2001 era de 97.964 habitantes, 107.262 na região metropolitana.
Está situada a 123 km de distância do templo de Tirupati Venkateswara, 122 km de Bangalore, 91 km noroeste de Chittoor. Os aeroportos mais próximos são Tirupati (150 km), Bangalore (122 km) e Chennai (240 km).
É uma cidade que tem crescido rapidamente, localizada no centro de uma região agrícola conhecida pelas suas frutas e legumes, especialmente tomates.
Possui uma estação de trem e é o local de entrada para os Montes Horsley, um pequena estação de montanha e de veraneio.
É o local de nascimento do famoso filósofo indiano Jiddu Krishnamurti que criou a Fundação Krishnamurthi da América e a Fundação Krishnamurthi da Índia, entre outras.
É também conhecida por suas sedas de alta qualidade, que são fiadas em sáris requintados e outros tipos de vestuário. Neeruguttu Palle é um lugar na cidade onde os sáris de seda estão disponíveis a preço de custo.
Foi também o local de uma grande enchente no ano 1996 causada pela chuvas de monção. 20 pessoas morreram e enormes danos ocorreram.
É famosa regionalmente por suas salas de cinema, instalações de saúde e educação.
Por estar situada em elevada altitude, Madanapalle é relativamente mais fria e agradável que a região ao seu redor, fazendo dela um local atrativo para pessoas construírem suas casas e se fixarem após a aposentadoria.
Madanapalle é famosa pelo Besant Theosophical College (colégio) nomeado após Dra. Annie Besant, onde Rabindranath Tagore escreveu o hino nacional indiano, Jana Gana Mana. Possui também uma faculdade de engenharia recém-inaugurada, Madanapalle Institute of Technology and Science.